# 도초국민학교 대외개도분실
도초국민학교 대외개도분실은 대한민국 전라남도 신안군 도초면 만년리(외개약섬)에 있었던 공립 초등학교이다.

## 연혁
- 일자미상 도초국민학교 대외개도분실 개설 인가
- 1971년 1월 1일 대외개도분실 개설
- 1972년 1월 1일 도서벽지학교 '을'급 지정
- 1972년 12월 31일 폐실 및 도초국민학교 통폐합